# Butare
Butare er en by i det sydlige Rwanda, med et indbyggertal (pr. august 2002) på ca. 77.000. Byen er hovedstad i landets Huye-distrikt, og gik under den belgiske kolonitid under navnet Astrida efter Dronning Astrid. I byen findes det rwandalesiske nationalmuseum.